# Larraun-Leitzaldea
Die Comarca Larraun-Leitzaldea ist eine der 14 Comarcas in der autonomen Gemeinschaft Navarra.
Die im Nordwesten gelegene Comarca umfasst 10 Gemeinden auf einer Fläche von 481,33 km².

## Gemeinden
| Gemeinde                   | Einwohner (2024) | Fläche km² | Dichte Einw./km² | Cod INE | Postleitzahl       |
| -------------------------- | ---------------- | ---------- | ---------------- | ------- | ------------------ |
| Araitz                     | 520              | 38,81      | 13               | 31020   | 31891              |
| Arano                      | 110              | 13,60      | 8                | 31024   | 31754              |
| Areso                      | 266              | 12,20      | 22               | 31031   | 31876              |
| Basaburua                  | 833              | 83,08      | 10               | 31049   | 31866              |
| Betelu                     | 383              | 7,17       | 53               | 31055   | 31890              |
| Goizueta                   | 692              | 89,97      | 8                | 31117   | 31754              |
| Imotz                      | 412              | 42,50      | 10               | 31126   | 31869              |
| Larraun                    | 901              | 107,09     | 8                | 31144   | 31877–31879, 31891 |
| Leitza                     | 3.011            | 58,49      | 51               | 31149   | 31880              |
| Lekunberri                 | 1.697            | 6,71       | 253              | 31908   | 94850, 94860       |
| Comarca Larraun-Leitzaldea | 8.825            | 481,33     | 18               | –       | –                  |

Auf dem Gebiet der Comarca befinden sich noch das gemeindefreie Gebiete (Comunidades) Aralar Range auf einer Fläche von 21,71 km².